# Polen op de Olympische Winterspelen 1998
Tijdens de Olympische Winterspelen van 1998, die in Nagano (Japan) werden gehouden, nam Polen voor de achttiende keer deel.

## Deelnemers en resultaten
(m) = mannen, (v) = vrouwen 

### Alpineskiën
| Olympiër               | Discipline       | Resultaat | Prestatie                                                       |
| ---------------------- | ---------------- | --------- | --------------------------------------------------------------- |
| Andrzej Bachleda-Curuś | afdaling (m)     | 22e       | 1.53,62 (+3,51)                                                 |
| Andrzej Bachleda-Curuś | reuzenslalom (m) | 24e       | 2.46,24 (+7,73) 1.24,17+1.22,07                                 |
| Andrzej Bachleda-Curuś | slalom (m)       | dnf-2     | opgave run 2 57,45+dnf                                          |
| Andrzej Bachleda-Curuś | combinatie (m)   | 5e        | 3.11,53 (+3,47) slalom: 1.34,49 (49,02+45,47) afdaling: 1.37,04 |

### Biatlon
| Olympiër                                                          | Discipline             | Resultaat | Prestatie |
| ----------------------------------------------------------------- | ---------------------- | --------- | --- |
| Wojciech Kozub                                                    | 10 km (m)              | 23e       | 29.28,5 (+2.12,3) pen.: 3 (2 + 1) |
| Wojciech Kozub                                                    | 20 km (m)              | 30e       | 1:00.41,1 (+4.24,7) pen.: 4 (1 + 1 + 1 + 1) |
| Tomasz Sikora                                                     | 10 km (m)              | 28e       | 29.40,8 (+2.24,6) pen.: 1 (1 + 0) |
| Tomasz Sikora                                                     | 20 km (m)              | 47e       | 1:02.39,9 (+6.23,5) pen.: 5 (1 + 0 + 1 + 3) |
| Wiesław Ziemianin                                                 | 10 km (m)              | 26e       | 29.34,4 (+2.18,2) pen.: 1 (0 + 1) |
| Wiesław Ziemianin                                                 | 20 km (m)              | 47e       | 1:02.39,9 (+6.23,5) pen.: 4 (2 + 1 + 1 + 0) |
| Team Wiesław Ziemianin Tomasz Sikora Jan Ziemianin Wojciech Kozub | 4x7,5 km estafette (m) | 5e        | 1:24.09,8 (+2.33,6) pen.: 0-8 20.29,7 pen.: 0-1 (0-0 + 0-1) 20.54,5 pen.: 0-2 (0-0 + 0-2) 21.34,3 pen.: 0-1 (0-0 + 0-1) 21.11,3 pen.: 0-4 (0-2 + 0-2)  |
|                                                                   |                        |           | |
| Halina Guńka                                                      | 7,5 km (v)             | 42e       | 25.39,0 (+2.31,0) pen.: 5 (3 + 2) |
| Halina Pitoń                                                      | 15 km (v)              | 51e       | 1:02.45,0 (+8.53,0) pen.: 6 (2 + 0 + 2 + 2) |
| Anna Stera                                                        | 7,5 km (v)             | 6e        | 23.53,1 (+45,1) pen.: 2 (1 + 1) |
| Anna Stera                                                        | 15 km (v)              | 17e       | 57.56,0 (+3.04,0) pen.: 2 (0 + 0 + 0 + 2) |
| Agata Suszka                                                      | 7,5 km (v)             | 45e       | 25.45,1 (+2.37,1) pen.: 3 (0 + 3) |
| Agata Suszka                                                      | 15 km (v)              | 42e       | 1:01.35,4 (+7.43,4) pen.: 6 (2 + 0 + 2 + 2) |
| Team Agata Suszka Halina Pitoń Iwona Daniluk Anna Stera           | 4x7,5 km estafette (v) | 13e       | 1:45.45,5 (+5.31,9) pen.: 2-15 25.58,1 pen.: 0-3 (0-1 + 0-2) 26.33,6 pen.: 1-5 (0-2 + 1-3) 27.01,0 pen.: 0-3 (0-1 + 0-2) 26.12,8 pen.: 1-4 (0-1 + 1-3) |

### Bobsleeën
| Olympiër                                                | Discipline            | Resultaat | Prestatie                               |
| ------------------------------------------------------- | --------------------- | --------- | --------------------------------------- |
| Tomasz Żyła Dawid Kupczyk Krzysztof Sieńko Tomasz Gatka | 4-mansbob (m) Polen I | 22e       | 2.43,79 (+4,38) (54,71 / 54,45 / 54,63) |

### Kunstrijden
| Olympiër                          | Discipline | Resultaat | Prestatie                                                 |
| --------------------------------- | ---------- | --------- | --------------------------------------------------------- |
| Anna Rechnio                      | vrouwen    | 19e       | 26,5 p. (korte kür: 13 - lange kür: 20)                   |
| Dorota Zagórska Mariusz Siudek    | paarrijden | 10e       | 16,0 p. (korte kür: 10 - lange kür: 11)                   |
| Sylwia Nowak Sebastian Kolasiński | ijsdansen  | 12e       | 23,4 p. (verpl.1: 12 - verpl.2: 12 - org.: 11 - vrij: 12) |

### Langlaufen
| Olympiër                                                                     | Discipline                    | Resultaat | Prestatie                                         |
| ---------------------------------------------------------------------------- | ----------------------------- | --------- | ------------------------------------------------- |
| Janusz Krężelok                                                              | 10 km klassiek (m)            | 76e       | 32.02,8 (+4.38,3)                                 |
| Janusz Krężelok                                                              | 50 km vrije stijl (m)         | 40e       | 2:19.04,4 (+13.56,2)                              |
| Janusz Krężelok                                                              | achtervolging 10 km+15 km (m) | 53e       | +7.35,6 (10 km:32.02 + 15 km:42.35,3)             |
|                                                                              |                               |           |                                                   |
| Bernadetta Piotrowska                                                        | 5 km klassiek (v)             | 39e       | 19.17,3 (+1.39,4)                                 |
| Bernadetta Piotrowska                                                        | 15 km klassiek (v)            | 33e       | 51.40,7 (+4.45,3)                                 |
| Bernadetta Piotrowska                                                        | 30 km vrije stijl (v)         | 33e       | 1:32.37,6 (+10.36,1)                              |
| Bernadetta Piotrowska                                                        | achtervolging 5 km+10 km (v)  | 43e       | +4.21,0 (5 km:19.17 + 10 km:31.10,9)              |
| Katarzyna Gębala                                                             | 5 km klassiek (v)             | 60e       | 19.58,8 (+2.20,9)                                 |
| Katarzyna Gębala                                                             | achtervolging 5 km+10 km (v)  | 59e       | +6.34,4 (5 km:19.58 + 10 km:32.43,3)              |
| Dorota Kwaśny                                                                | 5 km klassiek (v)             | 61e       | 20.03,1 (+2.25,2)                                 |
| Dorota Kwaśny                                                                | 15 km klassiek (v)            | 50e       | 53.42,6 (+6.47,2)                                 |
| Dorota Kwaśny                                                                | 30 km vrije stijl (v)         | dnf       | opgave                                            |
| Dorota Kwaśny                                                                | achtervolging 5 km+10 km (v)  | 49e       | +5.08,7 (5 km:20.03 + 10 km:31.12,6)              |
| Małgorzata Ruchała                                                           | 5 km klassiek (v)             | 33e       | 19.06,4 (+1.28,5)                                 |
| Małgorzata Ruchała                                                           | achtervolging 5 km+10 km (v)  | 35e       | +3.45,3 (5 km:19.06 + 10 km:30.46,2)              |
| Eliza Surdyka                                                                | 15 km klassiek (v)            | 58e       | 55.37,5 (+8.42,1)                                 |
| Team Katarzyna Gębala Małgorzata Ruchała Dorota Kwaśny Bernadetta Piotrowska | 4x5 km estafette (v)          | 13e       | 59.56,7 (+4.43,2) 15.41,8 15.00,8 14.45,1 14.29,0 |

### Rodelen
| Olympiër                        | Discipline | Resultaat | Prestatie                           |
| ------------------------------- | ---------- | --------- | ----------------------------------- |
| Piotr Orslowski Robert Mieszała | dubbel     | 15e       | 1.43,507 (+2,402) (52,062 / 51,445) |

### Schaatsen
| Olympiër           | Discipline | Resultaat | Prestatie                   |
| ------------------ | ---------- | --------- | --------------------------- |
| Paweł Abratkiewicz | 500 m (m)  | 22e       | 1.13,27 (+1,92) 36,76+36,51 |
| Paweł Abratkiewicz | 1000 m (m) | 26e       | 1.12,80 (+2,16)             |
| Tomasz Świst       | 500 m (m)  | 26e       | 1.13,54 (+2,19) 36,86+36,68 |
| Tomasz Świst       | 1000 m (m) | 41e       | 1.15,55 (+4,91)             |
| Paweł Zygmunt      | 1500 m (m) | 34e       | 1.53,73 (+5,86)             |
| Paweł Zygmunt      | 5000 m (m) | 18e       | 6.45,59 (+23,39)            |

### Schansspringen
| Olympiër                                                             | Discipline                     | Resultaat | Prestatie |
| -------------------------------------------------------------------- | ------------------------------ | --------- | --- |
| Krystian Długopolski                                                 | normale schans individueel (m) | 62e       | 45,0 punten 45,0 p. (61,0 m) + niet geplaatst voor tweede ronde |
| Łukasz Paweł Kruczek                                                 | grote schans individueel (m)   | 45e       | 81,6 punten 81,6 p. (102,0 m) + niet geplaatst voor tweede ronde |
| Adam Małysz                                                          | normale schans individueel (m) | 51e       | 70,5 punten 70,5 p. (69,5 m) + niet geplaatst voor tweede ronde |
| Adam Małysz                                                          | grote schans individueel (m)   | 52e       | 71,1 punten 71,1 p. (97,0 m) + niet geplaatst voor tweede ronde |
| Robert Mateja                                                        | normale schans individueel (m) | 21e       | 197,5 punten 98,0 p. (81,5 m) + 99,5 p. (82,0 m) |
| Robert Mateja                                                        | grote schans individueel (m)   | 20e       | 219,6 punten 107,7 p. (116,5 m) + 111,9 p. (118,0 m) |
| Wojciech Skupień                                                     | normale schans individueel (m) | 32e       | 85,0 punten 85,0 p. (76,0 m) + niet geplaatst voor tweede ronde |
| Wojciech Skupień                                                     | grote schans individueel (m)   | 11e       | 237,5 punten 111,1 p. (117,0 m) + 126,4 p. (125,5 m) |
| Team Adam Małysz Łukasz Paweł Kruczek Wojciech Skupień Robert Mateja | grote schans team (m)          | 8e        | 684,2 punten 95,2 p. (109,0 m) + 94,8 p. (108,5 m) 87,4 p. (105,5 m) + 78,4 p. (100,5 m) 44,5 p. (85,0 m) + 90,6 p. (107,0 m) 99,6 p. (112,0 m) + 93,7 p. (109,0 m) |

### Shorttrack
| Olympiër       | Discipline | Resultaat | Prestatie                |
| -------------- | ---------- | --------- | ------------------------ |
| Maciej Pryczek | 500 m (m)  | 24e       | dnq, vr 3 (3e): 46,652   |
| Maciej Pryczek | 1000 m (m) | 27e       | dnq, vr 2 (4e): 1.33,555 |

### Snowboarden
| Olympiër           | Discipline       | Resultaat | Prestatie                        |
| ------------------ | ---------------- | --------- | -------------------------------- |
| Łukasz Starowicz   | halfpipe (m)     | 35e       | dnq kwal. 1: 27,2 kwal. 2:26,5   |
| Łukasz Starowicz   | reuzenslalom (m) | 19e       | 2.12,31 (+8,35) 1.03,50+1.08,81  |
| Małgorzata Rosiak  | reuzenslalom (v) | 19e       | 2.41,57 (+24,23) 1.19,41+1.22,16 |
| Jagna Marczułajtis | reuzenslalom (v) | dnf-1     | opgave run 1                     |

Amerikaanse Maagdeneilanden · Andorra · Argentinië · Armenië · Australië · Azerbeidzjan · België · Bermuda · Bosnië en Herzegovina · Brazilië · Bulgarije · Canada · Chili · China · Chinees Taipei · Cyprus · Denemarken · Duitsland · Estland · Finland · Frankrijk · Georgië · Griekenland · Groot-Brittannië · Hongarije · Ierland · IJsland · India · Iran · Israël · Italië · Jamaica · Japan · Joegoslavië · Kazachstan · Kenia · Kirgizië · Kroatië · Letland · Liechtenstein · Litouwen · Luxemburg · Macedonië · Moldavië · Monaco · Mongolië · Nederland · Nieuw-Zeeland · Noord-Korea · Noorwegen · Oekraïne · Oezbekistan · Oostenrijk · Polen · Portugal · Puerto Rico · Roemenië · Rusland · Slovenië · Slowakije · Spanje · Trinidad en Tobago · Tsjechië · Turkije · Uruguay · Venezuela · Verenigde Staten · Wit-Rusland · Zuid-Afrika · Zuid-Korea · Zweden · Zwitserland